# Daniel Tejera
Daniel Yeray Tejera Beltrán (Vilaflor, Tenerife, 30 de agosto de 1992), conocido como Daniel Tejera, es un cantante y compositor español.

## Biografía
A la edad de dieciséis años, el tinerfeño Daniel Tejera ganó el primer premio del concurso internacional de canto Il Pulcinella D'Oro por su interpretación de la canción napolitana Torna a Surriento.
Daniel Tejera centra su repertorio en la música pop y lírico-pop, con algunos toques electrónicos, tanto en temas propios como versiones. Es conocido por su amplio registro vocal y por el uso de un vestuario brillante acompañado por grandes capas de estilo imperial.
En 2019 Daniel Tejera colabora con la artista Mónica Naranjo, cantando con y para ella en un evento realizado por la propia artista. En 2020 gana el concurso musical MADO MADRID, lo que sitúa a Daniel Tejera como artista invitado en el Orgullo Madrid de 2021, que finalmente no pudo ser celebrado por las restricciones asociadas a COVID-19.
El 13 de noviembre de 2020, Daniel Tejera lanza su primer sencillo, Sangre Derramada, una canción compuesta por él y con un arreglo musical de Pepe Herrero. Se trata de una balada sinfónica-pop interpretada en directo por la orquesta sinfónica Budapest Scoring. Según las palabras del propio artista, el sencillo fue creado entre los meses de marzo y abril de 2020, en pleno confinamiento por COVID-19, y esta creación fue «como realizar un desnudo de mi alma».
Actualmente, Daniel Tejera es cantante residente en Hard Rock Hotel Tenerife y Gran Meliá Palacio de Isora. Su presencia es habitual en eventos y fiestas en Canarias. Daniel Tejera está preparando el próximo lanzamiento de su segundo sencillo, Dioses, una canción pop-electrónica muy rítmica con un mensaje de empoderamiento. Daniel Tejera combina su trabajo creativo con un puesto de profesor de canto en Madrid.